# Dawid Bornstein
Dawid Bornstein (Bornsztajn) (ur. 20 sierpnia 1876 w Nasielsku, zm. 17 listopada 1942 w getcie warszawskim) – rabin tomaszowski i sochaczewski, propagator chasydyzmu. Często mylony z żyjącym w Tomaszowie zbliżonym okresie Dawidem Bornsteinem – fabrykantem.

## Rodzina
Był synem cadyka i rabina Szmuela (Samuela) z Sochaczewa (1855-1926), czwartego przedstawiciela sochaczewskiej dynastii Bornsteinów, i Juty Lei z domu Lipman. Jego dziadkiem był rabin Abraham ben Zeew Nachum Bornstein z Sochaczewa (1838-1910), autor prac teologicznych (m.in. „Awne Nezer”), cieszący się powszechnym szacunkiem wśród społeczności żydowskiej.

## Działalność
Około 1905 opuścił Sochaczew. Początkowo pracował w jesziwie w Wyszogrodzie, gdzie objął urząd podrabina. Zrezygnował z nauczania z powodu konfliktu z władzami gminy. Okres pierwszej wojny światowej spędził w Łodzi.
Od 1918 do 1926 pełnił funkcję rabina w Tomaszowie Mazowieckim, gdzie cieszył się uznaniem i szacunkiem, a jego mów wygłaszanych w synagodze słuchały tłumy wiernych.
W 1926 po śmierci swojego ojca, rabina i przywódcy chasydów sochaczewskich, zajął jego miejsce. Propagował własny styl chasydyzmu. Wykazywał się nadzwyczajną biegłością w interpretacji Talmudu i z tego powodu nadano mu honorowy tytuł gaona i giganta Tory. Mieszkał następnie w Otwocku, Pabianicach i Łodzi. W Pabianicach założył jesziwę. Był członkiem Rady Mędrców przy „Agudas Israel”, żydowskiej partii politycznej, deklarującej ortodoksyjny judaizm. Brał udział w konferencjach Światowego Kongresu Agudy w 1929 i 1937.
Trzykrotnie odwiedzał Palestynę. Namawiał swoich zwolenników do osiedlania się w Palestynie, sam nie zamierzał tego uczynić, bo czuł się odpowiedzialny za los chasydów sochaczewskich. Po wybuchu drugiej wojny światowej opuścił Łódź i udał się do Warszawy. Przebywał w getcie warszawskim i tam zmarł 17 listopada 1942. Miejsce pochówku jest nieznane.
Hitlerowcy zamordowali żonę i resztę rodziny Dawida Bornsteina w kwietniu 1943. Pozostał po nim jedynie syn Abraham, który w latach trzydziestych XX wieku osiedlił się w Palestynie.